# Nièvre
Nièvre är ett franskt departement i regionen Bourgogne-Franche-Comté. I den tidigare regionindelningen som gällde fram till 2015 tillhörde Nièvre regionen Bourgogne. Huvudort är Nevers. 

## Historik
Nièvre är ett av de ursprungliga 83 departementen som skapades 4 mars 1790 under Franska revolutionen. Det skapades från den tidigare provinsen Nivernais.